# سامانه ذره

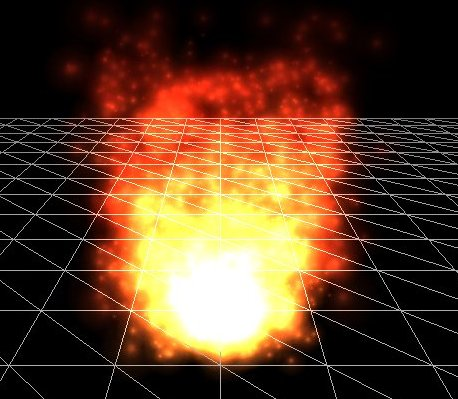
یک سامانهٔ ذره برای شبیه‌سازی آتش

سامانه ذره یا پارتیکل سیستم (انگلیسی: Particle system)  به تکنیکی گفته می‌شود که در بازی‌ها ، موشن گرافیک و کلا دنیای کامپیوتر گرافیک استفاده می‌شود که با استفاده از آن ما میتوانیم تعداد بسیار زیادی از ذرات بسیار کوچک را تحت کنترل خود بگیریم و به هر ذره یک اسپرایت یا یک مدل سه بعدی نسبت دهیم و با این راه به خلق افکت‌هایی بپردازیم که با روش‌های رندر مرسوم تولیدشان نشدنیست. مثلاً واکنش‌های شیمیایی که ما در طبیعت میبینیم حاصل حرکت هرج و مرج گونه تعداد زیادی از ذرات با رنگ‌ها و فرم‌های گوناگون هستند.
ما با استفاده از پارتیکل سیستم میتوانیم به راحتی به خلق افکت‌های زیر بپردازیم :
 آتش ، دود ، انفجار ، حرکت آب (آبشار ، پاشیدن آب) ، جرقه ، ریختن برگ درختان ، ریختن یا پرت شدن سنگ‌ها ، ابر ، برف ، مه ،  گرد و غبار ، تریل‌ها ، ستارگان ، کهکشان و همچنین خلق آثار انتزاعی مثل اسپل‌های جادویی و افکت‌هایی از این قبیل.